# Alloschemone inopinata
Alloschemone inopinata är en kallaväxtart som beskrevs av Josef Bogner och Peter Charles Boyce. Alloschemone inopinata ingår i släktet Alloschemone och familjen kallaväxter. Inga underarter finns listade.